# 莫略蓬泰雷山

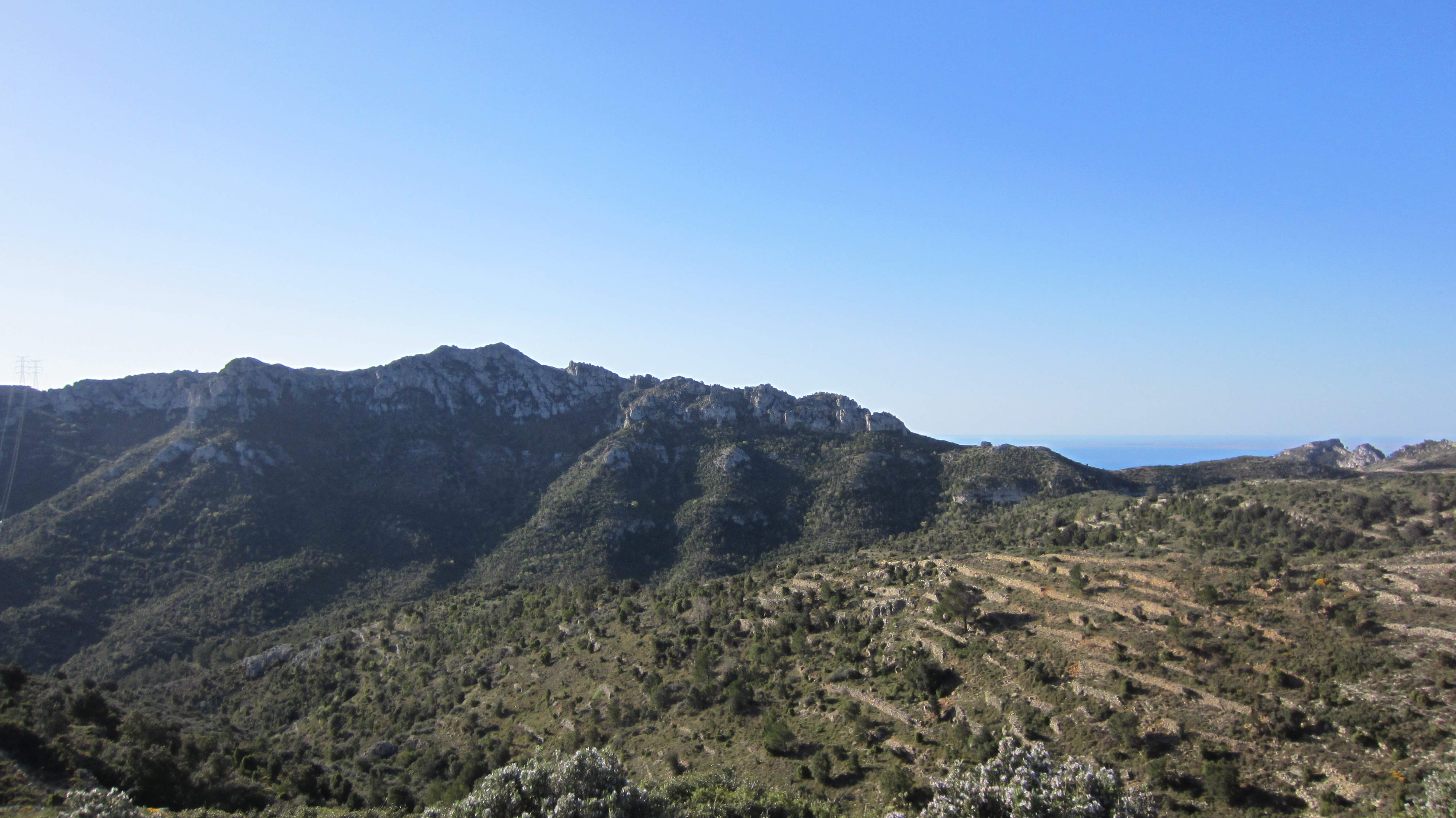

40°59′26.19″N 0°50′52.29″E / 40.9906083°N 0.8478583°E
莫略蓬泰雷山，是西班牙的山峰，位於該國東北部加泰羅尼亞，屬於加泰羅尼亞前海岸山脈中蒂維薩-萬德略斯山脈的一部分，海拔高度727米。